# Heterocerus inciertus
Heterocerus inciertus is een keversoort uit de familie oevergraafkevers (Heteroceridae). De wetenschappelijke naam van de soort is voor het eerst geldig gepubliceerd in 1964 door Pacheco.